# Сия (приток Лебеди)
Сия — река в России, протекает по территории Турочакского района Республики Алтай. Длина реки — 46 км.
Начинается на склоне хребта Бийская Грива на границе Республики Алтай и Кемеровской области на высоте 676 метров над уровнем моря. Течёт в юго-западном направлении вдоль хребта Тадавар по местности, поросшей пихтово-берёзовым лесом. На реке стоит село Каяшкан, ниже него долина заболочена. У горы Моховой река поворачивает на юг. Устье реки находится на правом берегу реки Лебеди напротив урочища Аргочкин луг.

## Притоки
Объекты перечислены по порядку от устья к истоку.
- 5 км: Салазан
- 6 км: Кутюш
- 10 км: Горе
- 23 км: Каяшкан
- 27 км: Ушперек
- 33 км: Каменная Сия

## Данные водного реестра
По данным государственного водного реестра России относится к Верхнеобскому бассейновому округу, водохозяйственный участок реки — Бия, речной подбассейн реки — Бия и Катунь. Речной бассейн реки — (Верхняя) Обь до впадения Иртыша. Код водного объекта — 13010100212115100000786.